# Рив-д'Отіз
Рив-д'Отіз (фр. Rives-d'Autise) — муніципалітет у Франції, у регіоні Пеї-де-ла-Луар, департамент Вандея. Рив-д'Отіз утворено 1 січня 2019 року шляхом злиття муніципалітетів Ньєль-сюр-л'Отіз i Ульм. Адміністративним центром муніципалітету є Ньєль-сюр-л'Отіз. Населення — 2068 осіб (01.01.2021).